# Bembra, Aurad
Bembra là một làng thuộc tehsil Aurad, huyện Bidar, bang Karnataka, Ấn Độ.